# Lainière de Roubaix
Pour les articles homonymes, voir Roubaix (homonymie).
La Lainière de Roubaix, devenue ensuite Filatures Prouvost & Cie, La Lainière de Roubaix, puis Groupe VEV, est une entreprise française du secteur du textile créée en 1911 et fermée le 17 janvier 2000.
Elle était l'un des fleurons du Groupe Prouvost.
L'entreprise trouvait son origine dans la création en 1851 du Peignage Amédée Prouvost et Cie constitué de Amédée Prouvost (1820-1885), Louis Lefebvre (1818-1875), Jean Lefebvre (1819-1893), Henri Lefebvre (1821- 1867). Ces derniers sont les fils de Florentin mariée à Marie-Rose Ducatteau.

## Histoire

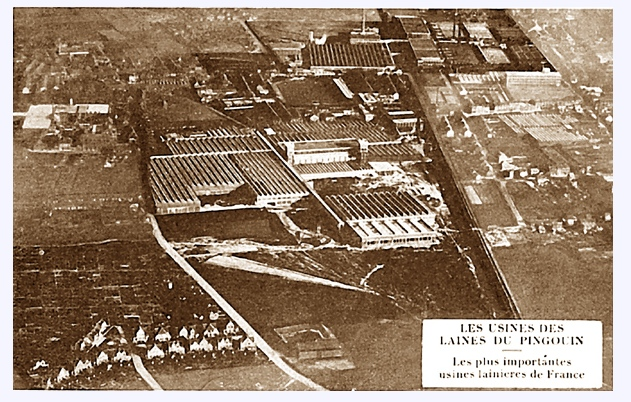
Carte publicitaire de la Lainière de Roubaix et des Laines du Pingouin, « les plus importantes usines lainières de France », situées 149, rue d'Oran à Roubaix (1932).

L'entreprise La Lainière de Roubaix fut fondée en 1911 par Jean Prouvost, petit-fils du fondateur du Peignage Amédée Prouvost, sous la forme d'une société anonyme. Des descendants Lefebvre s'y associent. Elle a pour raison sociale la filature textile, principalement de la laine. Le siège social se situe à Roubaix.
Durant la Première Guerre mondiale, le site industriel originel est pillé puis détruit par l'Armée allemande, puisqu'il se situait en zone occupée. En 1919, il est reconstruit et considérablement agrandi. Il devient, au cours des années 1920-30 la filature la plus moderne d'Europe, employant jusqu'à 8 000 personnes. En 1923, est lancée la gamme Pingouin, puis des boutiques sous franchise, vendant des pelotes de laine teintées, concept jugé novateur.
Durant cette période de croissance, sont fondées les Filatures Prouvost & Cie, qui comprennent d'autres usines et des activités dans les médias. La Lainière de Roubaix devient en 1942 une société en commandite par actions, et des obligations sont alors émises.
En 1947, elle ouvre une filiale au Brésil. En 1957, elle absorbe la Compagnie australienne de laine filée : Roubaix est qualifiée de « capitale mondiale de la laine ». En 1966, elle acquiert les Établissements François Masurel. 
Le groupe structure alors sa production autour de pôles d'activité textile : le fil de laine peignée, le retordage, la teinture, la texturation de fils synthétiques. Puis, sont développées des activités ciblant l'habillement, comme la bonneterie. Les sites de production s'étendent au-delà de Roubaix, à savoir à Tourcoing et à Wattrelos, totalisant seize hectares ; la société compte également une usine annexe à Cambrai employant jusqu’à 1 300 ouvriers.
En février 1957, l'entreprise recense 7 800 employés en France. À son apogée, dans les années 1960, le fil produit par l’entreprise en une journée aurait suffi à faire quarante fois le tour de la Terre. L’entreprise fut visitée par Élisabeth II, en avril 1957, et par Nikita Khrouchtchev, en mars 1960.
En 1961, Eddie Barclay signe un accord de parrainage avec La Lainière pour lancer le groupe de rock français Les Chaussettes noires.
En 1973, la société « La Lainière de Roubaix » devient la holding du groupe. Il est alors à son apogée, deuxième pilier avec la presse (Paris Match, Marie Claire, Parents, Cosmopolitan, Télé 7 Jours, Le Figaro...) de l’empire Prouvost. Il emploie 15 000 salariés, dont 6 800 à Roubaix, et compte 25 filiales, dont Pingouin, Stemm, Rodier, Korrigan, Welcomme Moro, Prouvost-Masurel, les Tissages Lepoutre… pour un chiffre d'affaires consolidé de 2,4 milliards de francs. 
En 1975, la filiale Sublistatic développe un procédé novateur d'impression des tissus par thermo-impression. 
La Lainière est associée cette année-là au lancement du magazine mensuel Mon Tricot, vendu jusque dans dix pays.

### Les difficultés
L'expansion à l'international s'est poursuivie, notamment en Espagne, Tunisie, Hong-Kong, Porto Rico, mais coûte de plus en plus cher.
En 1977, La Lainière de Roubaix annonce 200 licenciements. Le site de Tourcoing est fermé et rapatrié sur Roubaix.
Christian Derveloy, directeur de La Lainière, obtient en 1980 la fusion de la société avec Peignage Amédée, Prouvost-Lefebvre et la SAIT, sous la raison sociale Prouvost SA, nouvelle holding du groupe. Les petites-filles de Jean Prouvost, fondateur de La Lainière de Roubaix, ainsi que ses associés historiques, les Lefebvre, décident de vendre leurs parts en 1987 à la mort d'Albert Prouvost. 34 % du capital risquent de passer entre les mains d’un groupe extérieur. Pour éviter cette situation, Derveloy entreprend leur acquisition, via VEV (Vitos Établissements Vitoux), une entreprise qu’il contrôle déjà indirectementà l'insu des Prouvost et Lefebvre, et un consortium de banques.
Le groupe Prouvost est organisé en deux divisions en 1986, contrôlées par deux sous holdings distinctes, à savoir :
- Intexal, qui comprend le secteur vêtements avec Rodier, Vitos, Stemm, entre autres ;
- La Lainière de Roubaix, qui ne conserve plus que la branche filature (Pingouin, Welcomme, Pernelle ; fil industriel de bonneterie et tissage ; filiale Christory).

Cette dernière représente encore 1,5 milliard de francs de chiffre d'affaires. Mais, au cours des années 1980, le secteur laine, qui compte pour 40 % du chiffre d'affaires, s'effondre de moitié. Le groupe va être secoué par une série de plans sociaux et de batailles financières.
Derveloy poursuit par ailleurs les rachats à l'étranger, ainsi Badajoz (peignage, en Espagne) et Berisford Lefebvre (négoce, en Grande-Bretagne) en 1986. 
La mort accidentelle en 1987 d'Albert-Bruno Prouvost, patron de Peignage Amédée, engendre un conflit entre Derveloy et le père d'Albert-Bruno, Albert-Auguste Prouvost, lequel s'oppose aux évolutions structurelles de Prouvost SA, et va tenter un rapprochement avec un autre opérateur du textile le groupe Chargeurs, dirigé par Jérôme Seydoux. Une bataille boursière s'engage : en septembre 1987, Jérôme Seydoux parvient à détenir 47% de Prouvost SAaprès une O.P.A sur le groupe coté sur le premier marché. De son côté, Derveloy reçoit le soutien de Bernard Arnault. Le conflit débouche sur un accord conclu entre les deux hommes d’affaires le 11 avril 1988 aux termes duquel Chargeurs absorbe le secteur négoce, peignage et tissu de Prouvost pour 1,8 milliard de francs et VEV rachète les 47 % du capital passés entre les mains de Seydoux, pour une somme de 950 millions. 
Le groupe, devenu groupe VEV, connaît alors deux vagues de licenciements : 3 000 en 1988, 2 000 l'année suivante. Le groupe est ainsi confronté à de nombreuses grèves, les salariés refusant cette situation qui, à terme, condamne l'industrie textile de la région. Un plan de redressement voté en 1989 ne permet pas d'améliorer la situation. Seuls demeurent le réseau de boutiques Pingouin (laine et pull) et la production de fil industriel. En 1991, nouveau plan de licenciement qui se solde par le départ de 200 personnes.
En juillet 1991, Derveloy doit démissionner et Pierre Barbéris, nommé président de Prouvost SA, décide de ne garder que les sites de confection. Fin 1991, le Groupe VEV est signalé comme au bord de la faillite. En septembre 1993, La Lainière de Roubaix est rachetée par la Filature de l'Espierre, société belge dirigée par Filip Verbeke située à Dottignies.
Au moment de la vente, la perte du Groupe VEV s'élevait à 368 millions de francs pour 2,65 milliards de chiffre d'affaires, un chiffre qui cache cependant un taux d'endettement considérable. Il fut liquidé en 2004.
La dernière usine La Lainière de Roubaix ferme ses portes en janvier 2000, elle comptait 223 employés, essentiellement des femmes.

## Filiales et lignes de produits
- les Laines du Pingouin lancées en 1923 ;
- les Chaussettes Stemm lancées en 1948 (avec parrainage du groupe de rock Les Chaussettes Noires en 1961) ;
- les tricots Rodier lancés en 1950 ;
- les pulls Korrigan, lancés en 1955 ;
- les Établissements François Masurel Frères achetés en 1966 ;
- les Tissages Louis Lepoutre ;
- les laines et soies Welcomme Moro.